# 丹維爾 (肯塔基州)
丹維爾（Danville）是美國的一座城市。位於肯塔基州博伊爾縣，也是博伊爾縣的縣治。據2010年人口普查，丹維爾有人口16,218人。
丹維爾被稱為「第一之城」（City of Firsts），包括有肯塔基州第一座法院大樓、阿利根尼山脈之西的第一個郵局等。